# Graphische Sammlung der Schweizerischen Nationalbibliothek

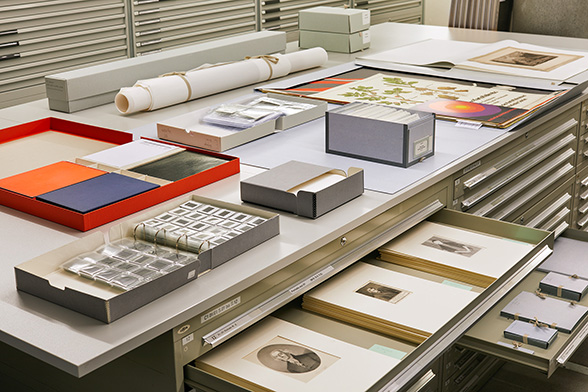
Blick in die Graphische Sammlung der Schweizerischen Nationalbibliothek

Die Graphische Sammlung der Schweizerischen Nationalbibliothek sammelt Bildwerke der Druckgrafik, Plakate, Fotografien, Ansichtskarten, Künstlerbücher und -archive sowie die Unterlagen des Eidgenössischen Archivs für Denkmalpflege zu Baudenkmälern, archäologischen Grabungen sowie zum Ortsbild- und Landschaftsschutz. Die Graphische Sammlung der Schweizerischen Nationalbibliothek (NB) hat den Auftrag, das bildliche Kulturerbe der Schweiz zu sammeln, zu erschliessen, zu konservieren und der Forschung zur Verfügung zu stellen.

## Sammlungen

### Fotografien
Die Graphische Sammlung sammelt analoge Fotografie, Daguerreotypien, Negative und Diapositive mit den inhaltlichen Schwerpunkten Orts- und Landschaftsansichten, Porträts und Spezialthemen zur Schweiz vom 19. bis 21. Jahrhundert. Als Beispiel kann das Archiv Photoglob-Wehrli genannt werden, dessen Bilder online frei zugänglich sind.

Schweizerischer Nationalrat: Gruppenporträt (1851)

### Grafiken
In den Graphiksammlungen befinden sich Bilddokumente ab dem 17. Jahrhundert bis in die Gegenwart mit ikonographischem Fokus auf Geographie, Personen, Brauchtum, Kultur und Politik der Schweiz. Die Sammlung Gugelmann ist die bedeutendste Sammlung von Werken der Schweizer Kleinmeister.

### Plakate
Die Plakatsammlung umfasst das schweizerische Plakatschaffen seit seinen Anfängen um 1850 bis heute und dokumentiert damit einen Teil der visuellen Kultur der Schweiz.

### Kunst
In der Graphischen Sammlung befinden sich Bestände zum Kunstschaffen des 20. und 21. Jahrhunderts, so unter anderen die Archive von Daniel Spoerri, Karl Gerstner, Doris und Serge Stauffer und Andreas Züst.

### Künstlerbücher und Editionen
Die Graphische Sammlung sammelt Künstlerbücher, Editionen und Bücher mit Originalgraphik sowie Vorzugsausgaben als spezifischen Bereich der zeitgenössischen Schweizer Kunst ab Ende des 19. Jahrhunderts bis zur Gegenwart.

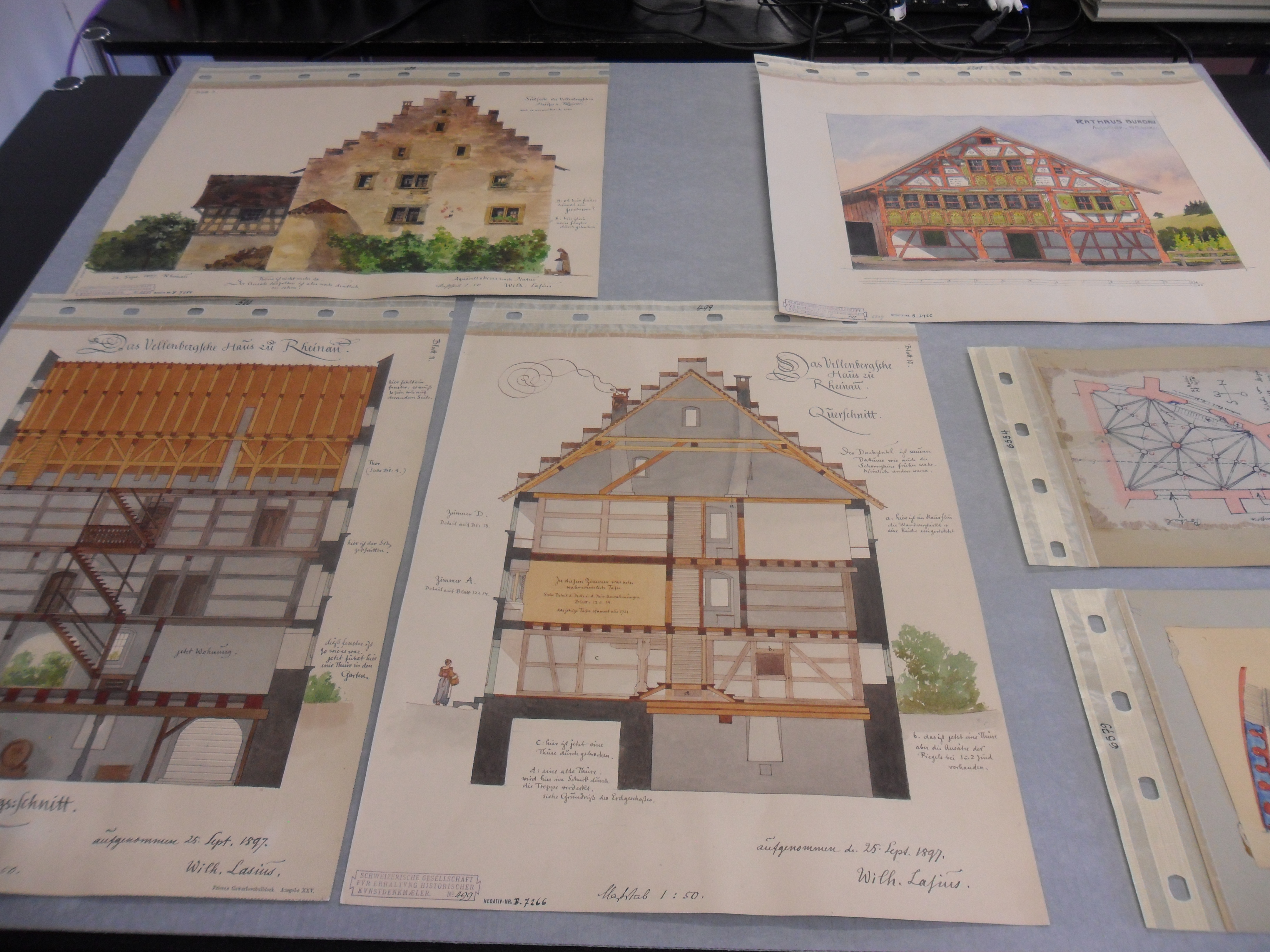
Unterlagen des Eidgenössischen Archivs für Denkmalpflege

### Denkmalpflege
Das Eidgenössische Archiv für Denkmalpflege (EAD) sammelt, konserviert und vermittelt seit 1880 einzigartige Dokumente zu den Themenbereichen Architekturgeschichte und Denkmalpflege, Archäologie, Ortsbild- und Landschaftsschutz sowie Volkskultur. Die rund 1,2 Millionen Dokumente geben Auskunft über restauratorische Massnahmen an denkmalgeschützten Objekten, über archäologische Grabungen und die Entwicklung von Ortsbildern. Zudem beantworten sie Fragen zum Wandel von Landschaft, Kultur und Gesellschaft.

## Zugang
- Kurzbeschreibungen der Bestände befinden sich in HelveticArchives (Archivdatenbank der NB). Einzeldokumente sind erst teilweise erfasst.
- Plakate sind im Gemeinschaftskatalog «Schweizer Plakatsammlung» verzeichnet.
- Künstlerbücher und Kunstblätter sind in Helveticat (Bibliothekskatalog der NB) verzeichnet.